# Cérences
Cérences – miejscowość i gmina we Francji, w regionie Normandia, w departamencie Manche.
Według danych na rok 1990 gminę zamieszkiwało 1777 osób, a gęstość zaludnienia wynosiła 68 osób/km² (wśród 1815 gmin Dolnej Normandii Cérences plasuje się na 113. miejscu pod względem liczby ludności, natomiast pod względem powierzchni na miejscu 54.).